# Templo de Zeus Fratrio y Atenea Fratria
El Templo de Zeus Fratrio y Atenea Fratria (en griego: Ναός του Διός Φρατρίου και της Αθηνάς Φρατρίας) era un antiguo templo griego situado en el lado occidental de la antigua Ágora de Atenas. Estaba dedicado a Zeus y Atenea.
Se construyó en torno a 350-338 a. C. El edificio del templo era pequeño y estaba situado entre la Estoa de Zeus y el templo de Apolo Patroos. Era de piedra caliza y medía unos 5,2 m de largo y 3,7 m de ancho. Consistía únicamente en una naos y un altar delante de ella. Estaba unido al templo de Apolo Patroos por un pequeño muro entre ambos edificios.
En el siglo I a. C., se añadió una pequeña puerta delante del templo. Solo se conservan partes de los cimientos del templo.